# Daniele Doveri
Daniele Doveri (Volterra, 10 dicembre 1977) è un arbitro di calcio italiano.

## Carriera

### Anni 2000
È arbitro effettivo da marzo 1996 e appartiene alla sezione di Roma 1. Dopo la trafila nelle serie minori, viene promosso in Serie D nella stagione 2002-2003, successivamente nel 2006 viene promosso in Serie C e nel 2009 approda alla CAN A-B, per decisione dell'allora designatore Dal Forno.
Nelle successive tre stagioni nella CAN C ha raccolto 57 presenze, con 31 vittorie interne, 15 pareggi e 11 vittorie esterne, decretando 21 rigori e 28 espulsioni. In particolare ha accumulato 26 presenze in Prima Divisione (tra cui la finale dei play-off del 2008-2009 Padova-Pro Patria, a cui va aggiunta la finale dei play-off di Seconda Divisione del 2008-2009 Gela-Pescina VG).
Ha esordito in Serie B il 29 agosto 2009 arbitrando l'incontro tra Ancona e Salernitana, mentre ha debuttato in Serie A il 1º marzo 2010 nell'incontro Chievo-Cagliari, all'età di 32 anni. Ha arbitrato, inoltre, la finale dei play-off di andata della Serie B 2010-2011 tra Padova e Novara del 2010-2011.

### Anni 2010
Il 3 luglio 2010, con la scissione della CAN A-B in CAN A e CAN B, viene inserito nell'organico della CAN B. Il 30 giugno 2011 viene promosso alla CAN A. Il 21 aprile 2012 un infortunio alla spalla destra occorsogli negli istanti iniziali di Napoli-Novara (2-0) ha fatto sospendere l'incontro per venti minuti circa.
Nel maggio 2014 viene designato come arbitro addizionale per la finale di Coppa Italia in programma all'Olimpico il 3 maggio 2014, tra Fiorentina e Napoli. Il 16 maggio 2015 è designato per il derby d'Italia (Inter-Juventus). Il 3 ottobre dello stesso anno dirige la sua prima stracittadina di Serie A, ovvero il derby scaligero tra il Chievo e il Verona allo stadio Marcantonio Bentegodi.
L'8 gennaio 2017 arbitra il match tra Udinese e Inter raggiungendo il traguardo della 100ª gara arbitrata in Serie A. Nel dicembre 2017 l'AIA rende nota la sua nomina ad arbitro internazionale, con decorrenza dal 1º gennaio 2018. Al termine della stagione sportiva 2019-2020 ha diretto 162 partite in Serie A. Nella stessa stagione viene insignito del Premio “Giovanni Mauro” come miglior arbitro a disposizione della CAN A.
Il 21 settembre 2019 viene designato per la prima volta nel 224º derby di Milano, valido per la 4ª giornata di Serie A 2019-2020. Il 15 giugno 2020 viene designato per la prima volta per dirigere la finale di Coppa Italia tra Napoli e Juventus, vinta dagli azzurri 4-2 ai tiri di rigore dopo che i tempi regolamentari si erano conclusi sullo 0-0. Il 1º settembre 2020 viene inserito nell'organico della CAN A-B, nata dall’accorpamento di CAN A e CAN B: dirigerà sia in Serie A che in Serie B. Nella stagione 2020-2021 viene designato in 17 partite del massimo campionato e in 2 in cadetteria.

### Anni 2020
Dal 1º gennaio 2022 non figura più nella lista degli arbitri internazionali e, dalla stessa data, viene inserito nel gruppo dei Video Match Officials (ufficiali di gara che svolgono la funzione di VAR) della FIFA.
Il 20 novembre 2021 dirige Al Jazira-Al Ain (massimo campionato degli Emirati Arabi), con gli assistenti arbitrali Matteo Passeri e Alessandro Costanzo e il VAR Luigi Nasca.
Il 10 gennaio 2022 viene designato, per la prima volta in carriera, per dirigere la finale di Supercoppa italiana tra Inter e Juventus, diretta insieme agli assistenti arbitrali Bindoni e Imperiale, al quarto ufficiale Fabbri e ai VAR Mazzoleni e Longo.
Il 30 e il 31 ottobre 2022 effettua una trasferta a Cipro insieme al collega Livio Marinelli per dirigere due partite del massimo campionato cipriota. In Apollon Limassol-APOEL Nicosia ha diretto con Marinelli al VAR, mentre in Omonia Nicosia-Anorthosis Famagusta ha coadiuvato al VAR l'arbitro Marinelli. In entrambe le partite hanno completato la squadra arbitrale assistenti arbitrali locali.
Il 4 gennaio 2023, nell'ambito di una collaborazione tra l'AIA e la Federazione Cipriota, dirige AEK Larnaca-Paphos, partita del massimo campionato di Cipro, con l'italiano Federico La Penna in qualità di VAR.
Nel maggio 2023 vince la prima edizione del Premio “Alberto Michelotti”.
L'11 luglio 2023 riceve il Premio Sportilia, destinato al miglior arbitro della CAN della stagione sportiva 2022/23.
Il 25 febbraio 2024 si infortuna durante la direzione del match di Serie A Lecce-Inter, venendo sostituito dal quarto ufficiale Niccolò Baroni.